# Sibylle von Lusignan
Sibylle von Lusignan, auch Sibylle von Zypern (* 1198; † um 1230), war eine zypriotische Prinzessin und durch Heirat Königin von Armenien.
Sie war eine Tochter von Amalrich I. von Zypern und Isabella I. von Jerusalem.
Sie war die zweite Frau von König Leo II. von Armenien, mit dem sie eine Tochter hatte, Isabella von Armenien.